# Список умерших в 1925 году
В этой статье представлен список известных людей, умерших в 1925 году.
- См. также: Категория:Умершие в 1925 году

## Январь
- 5 января — Евгения Бош (45) — активная участница революционного движения в России.
- 8 января — Джордж Беллоуз (42) — американский художник реалистического направления; перитонит.
- 16 января — Алексей Куропаткин (76) — русский генерал, генерал-адъютант.
- 24 января — Адель Блох-Бауэр (43) — венская светская дама, известная по живописному портрету «Золотая Адель».
- 25 января — Александр Каульбарс (80) — русский военный деятель и ученый-географ.
- 30 января — Николай Кульчицкий (69) — русский гистолог и деятель образования, последний Министр народного просвещения Российской империи.

## Февраль
- 2 февраля — Прохор Горохов (55) — русский поэт-самоучка.
- 2 или 5 февраля — Антти Аарне (57) — финский фольклорист.
- 3 февраля — Семен Балашов (51) — советский государственный и партийный деятель.
- 10 февраля — Давид Гопнер (40) — советский государственный и партийный деятель, прокурор Туркменской ССР (1925).
- 13 февраля — Тимофей Буткевич (70) — православный священник, богослов, публицист, профессор Харьковского университета. Член Государственного совета Российской империи, участник право-монархического движения.
- 16 февраля — Зивер-бек Герай-бек оглы Ахмедбеков — главный архитектор Баку.
- 19 февраля — Михаил Гершензон (55) — российский литературовед, философ, публицист и переводчик.
- 26 февраля — Луи Фейад (52) — французский режиссёр, сценарист.

## Март
- 7 марта — Александр Введенский (68) — русский философ-идеалист и психолог, крупнейший представитель русского неокантианства.
- 12 марта — Аркадий Аверченко (44) — русский писатель, сатирик, театральный критик.
- 12 марта — Сунь Ятсен (58) — китайский революционер, основатель партии Гоминьдан, один из наиболее почитаемых в Китае политических деятелей.
- 16 марта — Август Вассерман (59) — немецкий микробиолог и иммунолог.
- 19 марта — Нариман Нариманов (54) — азербайджанский писатель и крупнейший общественный и политический деятель, Нарком иностранных дел Азербайджанской ССР.
- 20 марта — Мирон Владимиров — партийный и государственный деятель.
- 20 марта — Джордж Натаниэл Кёрзон (66) — видный британский публицист, путешественник и государственный деятель.
- 22 марта — Георгий Атарбеков (32) — участник борьбы за советскую власть на Северном Кавказе; один из руководителей органов государственной безопасности.
- 22 марта — Александр Мясников (39) — революционер, партийный и государственный деятель.
- 24 марта — Александр Онегин (79 или 80) — русский коллекционер, посвятивший жизнь собиранию рукописей, писем, семейных реликвий и других предметов, связанных с жизнью и творчеством Александра Пушкина.
- 30 марта — Рудольф Штейнер (64) — австрийский философ-мистик, писатель, эзотерик, создатель духовной науки, известной как антропософия.

## Апрель
- 7 апреля — Тихон (наст. имя  Василий Иванович Беллавин, 60) — с 21 ноября (4 декабря) 1917 Патриарх Московский и всея Руси, первый после восстановления патриаршества в России.
- 11 апреля — Анна Ганнибал (75) — педагог, публицист, историк, литературный критик и переводчица, троюродная сестра Александра Пушкина.
- 11 апреля — Ян Стыка (67) — польский живописец, поэт и иллюстратор.
- 15 апреля — Гани Муратбаев (22) — общественный деятель, основатель комсомола в Казахской ССР.
- 25 апреля — Ирина Паскевич — благотворительница.
- 29 апреля — Теодор Гартнер (81) — австрийский языковед, педагог, профессор немецкого происхождения.

## Май
- 7 мая — Борис Савинков (46) — русский террорист, политический деятель, социал-демократ, затем один из лидеров партии эсеров, руководитель Боевой организации партии эсеров, участник Белого движения, писатель; самоубийство или убийство.
- 12 мая — Нестор Котляревский (62) — историк литературы, литературный критик, публицист, первый директор Пушкинского Дома (с 1910).
- 21 мая — Хидэсабуро Уэно (53) — профессор сельского хозяйства, преподавший в Токийском университете; стал известен как владелец Хатико, пса, который в течение девяти лет после смерти хозяина продолжал ожидать возвращения Уэно на станции.
- 29 мая — Витольд Цераский (76) — российский (советский) астроном, член-корреспондент Петербургской АН.

## Июнь
- 6 июня — Пьер Луис (54) — французский поэт и писатель, разрабатывавший эротическую тематику и вдохновенно воспевавший лесбийскую любовь.
- 17 июня — Адольф Пилар (66) — балтийский государственный деятель из остзейского баронского рода.
- 20 июня — Йозеф Брейер (83) — австрийский врач.
- 22 июня — Мэтью Гибни (87) — католический прелат.
- 23 июня — Владимир Давыдов (76) — русский советский актёр, режиссёр, педагог.
- 25 июня — Аделаида Герцык (51) — русская поэтесса, прозаик, переводчица.

## Июль
- 1 июля — Эрик Сати (59) — французский композитор и пианист, один из реформаторов европейской музыки 1-й четверти XX столетия.
- 2 июля — Николай Голицын (75) — российский государственный политический деятель.
- 7 июля — Лотарь Меггендорфер (77) — немецкий художник, карикатурист и иллюстратор.
- 13 июля — Стефан Ниментовский (58) — польский ученый, химик, изобретатель, профессор, академик, доктор наук, ректор Львовской Политехники.
- 16 июля — Пётр Гнедич (69) — русский писатель, драматург, переводчик, историк искусства, театральный деятель; внучатый племянник Николая Гнедича.
- 17 июля — Ловис Коринт (66) — немецкий художник.
- 19 июля — Доминик Ефремов (33) — советский политический деятель, ответственный секретарь Московского городского комитета РКП(б) (1919—1920).
- 25 июля — Янис Апинис (58) — полковник РИА, генерал латвийской армии.

## Август
- 4 августа — Артур фон Герлах (49) — австрийский и немецкий театральный и кинорежиссёр.
- 6 августа — Григорий Котовский (44) — советский военный и политический деятель, участник Гражданской войны; убит (застрелен).
- 8 августа — Альфред Бекефи (81) — артист балета.
- 8 августа — Михаил Медведев (73) — российский певец (тенор) и музыкальный педагог.
- 9 августа — Кэтрин Адамсон (56) — фермер и писательница из Новой Зеландии.
- 10 августа — Николай Тринклер (65) — выдающийся русский и советский хирург, учёный и педагог.
- 11 августа — Джеймс Огилби (72) — австралийский ихтиолог и герпетолог.
- 12 августа — Владимир Самийленко — украинский поэт, драматург и переводчик.
- 15 августа — Конрад Мяги (46) — эстонский художник, пейзажист.
- 19 августа — Георг Швейнфурт (88) — балтийский немец, путешественник и первооткрыватель, исследователь новых земель на африканском континенте, естествоиспытатель и ботаник.
- 21 августа — Иосиф Маковей (57) — украинский писатель и поэт.
- 22 августа — Войтех Гинайс (70) — чешский художник, график и дизайнер.
- 22 августа — Зигфрид Мейеровиц (38) — латвийский политик, государственный деятель.
- 25 августа — Франц Конрад фон Хётцендорф (72) — австро-венгерский генерал-фельдмаршал, начальник генерального штаба австро-венгерских войск накануне и во время Первой мировой войны, военный теоретик
- 27 августа — Эфраим Склянский (33) — советский военный деятель Гражданской войны, ближайший сотрудник Льва Троцкого; погиб при загадочных обстоятельствах.

## Сентябрь
- 16 сентября — Александр Фридман (37) — российский и советский математик и геофизик, создатель теории нестационарной Вселенной; брюшной тиф.
- 16 сентября — Лео Фалль (52) — австрийский композитор, автор многочисленных венских оперетт; рак.
- 27 сентября — Фёдор Костяев (47) — русский и советский военачальник.

## Октябрь
- 1 октября — Говард Тейлор (64) — британский яхтсмен, чемпион летних Олимпийских игр 1900 года.
- 4 октября — Геворк Башинджагян (67) — армянский живописец-пейзажист. Основоположник армянского реалистического пейзажа.
- 14 октября — Карл Зигмонди (58) — австро-венгерский математик.
- 21 октября — Генрих Ангели (85) — признанный австрийский жанровый и портретный живописец.
- 31 октября — Михаил Фрунзе (40) — революционер, советский государственный и военный деятель, один из наиболее успешных военачальников.

## Ноябрь
- 5 ноября — Сидней Рейли (52) — британский разведчик.
- 12 ноября — Феодор (Маковецкий) — епископ Русской православной церкви, епископ Мосальский, викарий Калужской епархии.
- 16 ноября — Джозеф Генри Мэйден (66) — ботаник, внёсший значительный вклад в изучение флоры Австралии, монограф рода Эвкалипт.
- 19 ноября — Пётр Вологодский (62) — русский государственный и общественный деятель.
- 20 ноября — Александра Датская (80) — датская принцесса, ставшая королевой Великобритании и Ирландии, а также императрицей Индии (1901), с 1910 вдовствующая королева (была супругой короля Эдуарда VII).
- 20 ноября — Стефан Жеромский (61) — польский писатель, драматург, публицист.
- 22 ноября — Николай Карабчевский (73) — русский судебный оратор, писатель, поэт, общественный деятель.
- 30 ноября — Сопром Мгалоблишвили (74) — грузинский писатель, преподаватель, один из видных деятелей народничества Грузии.

## Декабрь
- 4 декабря — Василий Эллан-Блакитный (31) — украинский советский писатель, общественный деятель, революционер.
- 5 декабря — Владислав Реймонт (58) — польский писатель, лауреат Нобелевской премии по литературе (1924).
- 13 декабря — Каролина Беттельгейм (82) — австро-венгерская камерная и оперная певица.
- 14 декабря — Бруно Кольбе (75) — российский физик.
- 21 декабря — Лотти Лайелл (35) — австралийская актриса, сценарист, монтажёр, кинорежиссёр, продюсер.
- 25 декабря — Георгий Вульф (62) — советский кристаллограф, член-корреспондент РАН.
- 27 декабря — Анна Кулишёва (68) — русская революционерка-народница, затем деятельница итальянского социалистического движения.
- 28 декабря — Сергей Есенин (30) — русский поэт, один из самых популярных и известных русских поэтов XX века.

## Дата смерти неизвестна или требует уточнения
- Нажмудин Гоцинский, северокавказский религиозный, военный и политический деятель, лидер повстанческого антисоветского движения.